# Brüder Abel
Die Brüder Abel, Bernhard Abel († 1563) und Arnold Abel († 1564) als Bildhauer und Steinmetze, dazu der Bruder Florian Abel († 1565) als Maler und Zeichner, waren in der Mitte des 16. Jahrhunderts, der Zeit der Renaissance und des Manierismus, tätig.

## Leben
Die Herkunft, die Geburtsdaten und der Werdegang der Mitglieder dieser Kölner Künstlerfamilie sind bisher nicht bekannt. Der Maler Florian Abel siedelte nach Prag, seine beiden Brüder befanden sich 1561 in Wien. Durch den dort am 28. April 1561 geschlossenen Vertrag zur Ausführung des lange unvollendet gebliebenen Grabmals des Kaisers Maximilian I. in der Hofkirche zu Innsbruck traten sie in Habsburger Dienste. Der Auftrag umfasste vierundzwanzig Marmorreliefs, war auf zehn Jahre bindend und überaus großzügig bemessen.
Im Mai 1561 übersiedelten Bernhard und Arnold Abel nach Innsbruck. Ihr Bruder Florian hatte die Aufgabe, die vierundzwanzig Reliefzeichnungen zu fertigen. Zwischenzeitlich gingen Bernhard Abel nach Salzburg zur Marmorgewinnung, sein Bruder Arnold nach Italien zu dem gleichen Zweck und um die Antike zu studieren. Im Dezember kehrten beide nach Innsbruck zurück. Dort waren inzwischen die Zeichnungen, die sich an die deutsche Renaissancemalerei der Zeit hielten, aus Prag eingetroffen. Diese Zeichnungen sind nicht mehr erhalten.
Ihre Tätigkeit an dem Grabmal war gering und verhältnismäßig schlecht, die Arbeiten gingen nur schleppend voran, obwohl bereits 1562 der Mechelner Bildhauer Alexander Colin in die Dienste der Brüder Abel trat, dazu werden im Jahre 1563 die Werkstattgehilfen Franz Willems, Hans Ernhofer und Michael von der Vecken erwähnt. Bei ihrem Tode waren drei Reliefs fertiggestellt, von denen lediglich eines ohne weitere Vollendung durch A. Colin aus der alleinigen Hand der Brüder stammt mit dem Titel  Schlacht von Vicenza.
Die Fertigstellung der Arbeiten wurde dann dem späteren Hofbildhauer Alexander Colin übertragen, der diese Aufgabe bis 1567 ausführte.
Ein Werkverzeichnis ist bisher nicht ermittelbar.